# Marilyn Hacker
Marilyn Hacker (Bronx, 27 novembre 1942) è una poetessa e traduttrice statunitense.

## Biografia
Marilyn Hacker è nata e cresciuta nel Bronx, figlia di immigrati ebrei. Nel 1957, all'età di quindici anni, si immatricolò all'Università di New York e nel 1960 si sposò con Samuel R. Delany a Detroit; la coppia dovette sposarsi nel Michigan dato che i matrimoni interrazziali non erano ancora legali nello Stato di New York. La coppia ebbe una figlia, Iva Hacker-Delany, nel 1974 e la coppia divorziò nel 1980 dopo anni di separazione. Dopo il matrimonio la Hacker si è sempre dichiarata lesbica.
Dopo aver conseguito la laurea in lingue romanze nel 1964, durante gli anni sessanta e settanta lavorò nell'editoria. Dopo aver conseguito la laurea in lingue romanze nel 1964, durante gli anni sessanta e settanta lavorò nell'editoria. Cominciò a pubblicare dalla fine degli anni sessanta e trovò il suo pubblico dopo essersi trasferita a Londra nel 1970, quando le sue opere cominciarono ad essere pubblicate su The London Magazine e Ambit. Il riconoscimento cominciò ad arrivare anche in patria dopo che Richard Howard accettò tre delle sue poesie per la New American Review.
Nel 1974 la trentunesse Hacker pubblicò il suo primo libro, Presentation Piece, che le valse i plausi della critica e il National Book Award per la poesia. Da allora ha pubblicato oltre quindici raccolte di poesie, tra cui gli acclamati Winter Numbers – sulla crisi dell'AIDS e la sua lotta contro il cancro – Selected Poems 1965-1990 e Squares and Courtyards. Oltre ad aver insegnato al City College di New York, ha pubblicato quattro volumi di traduzioni inglesi delle poesie di Claire Malroux, Samira Negrouche, Rachida Madani e Marie Étienne.. Nel 1979 divenne la prima redattrice a tempo pieno della rivista letteraria The Kenyon Review.

## Opere

### Poesie
- Presentation Piece (1974) ISBN 0-670-57399-X
- Separations (1976) ISBN 0394731638
- Taking Notice (1980) ISBN 0394739175
- Assumptions 1985 ISBN 0-394-72826-2
- Love, Death, and the Changing of the Seasons (1986) ISBN 978-0-393-31225-6
- Going Back to the River (1990) ISBN 0-394-58271-3
- The Hang-Glider's Daughter: New and Selected Poems (1991) ISBN 0-906500-36-2
- Selected Poems: 1965 - 1990 (1994) ISBN 978-0-393-31349-9
- Winter Numbers: Poems (1995) ISBN 978-0-393-31373-4
- Squares and Courtyards (2000) ISBN 978-0-393-32095-4
- Desesperanto: Poems 1999-2002 (2003) ISBN 978-0-393-32630-7
- First Cities: Collected Early Poems 1960-1979 (2003) ISBN 978-0-393-32432-7
- Essays on Departure: New and Selected Poems (2006) ISBN 1-903039-78-9
- Names: Poems (2009) ISBN 978-0-393-33967-3
- A Stranger's Mirror: New and Selected Poems 1994 - 2014 (2015) ISBN 978-0-393-24464-9
- Blazons: New and Selected Poems, 2000 - 2018 (2019), Carcanet Press, ISBN 978-1-784-10715-4

### Traduzioni
- Birds and Bison da Claire Malroux (2005) ISBN 1-931357-25-0
- King of a Hundred Horsemen: Poems da Marie Étienne (2009) ISBN 9780374181185
- Tales of a Severed Head da Rachida Madani (2012) ISBN  9780374181185
- The Olive Trees' Jazz and Other Poems da Samira Negrouche (2020) ISBN 978-0997099454

### Saggistica
- Unauthorized Voices: Essays on Poets and Poetry, 1987-2009 (2010). ISBN 978-0472051151